# Малц
Малцът е суровина за производство на пиво и спиртни напитки, която се получава от пивоварен ечемик или пшеница. Процесът на превръщане на зърната в малц включва покълване и прекъсване на процеса в точно определен момент.

## Технология при производството на ечемичен малц

### Приемане на ечемика
Представлява окачествяване по технологични показатели – хектолитрова маса, абсолютна маса, изравненост по големина на зърната, влажност, белтъчно съдържание и др.

### Пречистване и сортиране
Пречистването се осъществява чрез:
- зърнопочистващи машини, които премахват леките и тежки частици
- магнитен сепаратор, който задържа метални примеси

След това зърната се сортират по размер със сортиращи машини. (Различните размери зърна изискват различно време за накисване.)
След това ечемикът отива на съхранение. През него той може да претърпи следжътвено доузряване, което е важна част от технологичния процес.

### Накисване
Превръщането на зърната в малц става при тяхното покълване. За да се предизвика то, зърната се накисват във вода. Нормалното им водно съдържание е около 11 – 12%; за покълването е нужно то да достигне до около 42 – 44%.

### Покълване
Осъществява се в апарати, в които се поддържат оптимална влажност, температура и съдържание на въглероден диоксид (CO2) във въздуха и зърнената маса периодично се размесва.
В процеса на покълване на зърната в тях се активират ензими, които разграждат скорбялата и високомолекулните белтъчини до разтворими съединения. На този етап суровината се нарича „зелен малц“.

### Сушене
Високото водно съдържание на зеления малц го прави нетраен, а това затруднява транспортирането и съхранението му. Затова той се суши в малцови сушилни, чрез обдухване с топъл въздух. Процесът отнема около 24 часа, и е специфичен за различните видове малц: при светли малцове, например, температурата в края на сушенето достига 80°

### Отделяне на коренчетата
При покълването на ечемика коренчетата му прорастват и се налага да бъдат отстранени. Това се извършва в т.нар. кореночистачни машини.

### Съхранение
Веднага след сушенето малцът е твърде трошлив и това може да наруши технологията на производството на пиво. Затова след изсушаване той се складира за известен период, за да достигне равновесна влажност. Едва тогава е готов за влагане в производството на пиво.